# Hermann Poschinger
Hermann Poschinger (* 19. Jänner 1886 in Ferlach; † 14. März 1965 in St. Martin bei Klagenfurt) war ein österreichischer Maler.

## Leben
Poschingers Vorfahren waren Unterferlacher Büchsenmacher, der Großvater Phillipp Ferlacher Bürgermeister (1872–86). Die Familie war im 17. Jahrhundert aus Bayern eingewandert. 1890 übersiedelte Poschinger mit seiner Mutter Maria (geborene Egger), einer Volksschullehrerin nach Gmünd in Kärnten. Die schulische Ausbildung absolvierte Poschinger in Gmünd, Klagenfurt und Graz. 1908–12 studierte er an der Akademie der Bildenden Künste Wien bei Christian Griepenkerl, Rudolf Bacher (zeitgleich mit den Kärntner Künstlern Franz Wiegele und Anton Kolig). 1918 belegte er Alois Delugs „Spezialschule“.
Beruflich war er ab 1912 als Zeichenlehrer an Bürgerschulen in Völkermarkt und Ferlach tätig. Er war Gründungsmitglied des Kunstvereins für Kärnten und beteiligt an dessen erster Ausstellung 1913. Im Ersten Weltkrieg war Poschinger auf dem Balkan und an der italienischen Front im Offiziersrang eingesetzt (jedoch nicht als offizieller Kriegsmaler, da er nicht in den Listen des k.u.k. Kriegspressequartiers geführt wird). 
1919 soll er am Kärntner Abwehrkampf 1919 teilgenommen haben. Freier Maler seit 1927, Freund von Switbert Lobisser, Mitglied ded Männerbundes Schlaraffia, gelang es Poschinger in der Zwischenkriegszeit, eine zeitweilige Maltätigkeit im Vatikan auszuüben. In den Jahren von 1936 bis 1938 war er als nationalsozialistisch orientierter Maler am Institut für Forstschutz, Forstbenutzung und Pflanzensoziologie in Freiburg im Breisgau bei Professor Erwin Aichinger tätig. Am 16. Mai 1938 beantragte er die Aufnahme in die NSDAP und wurde rückwirkend zum 1. Mai desselben Jahres aufgenommen (Mitgliedsnummer 6.161.865). Im Zweiten Weltkrieg war Poschinger 1942–45 als Kriegsmaler eingesetzt (Krain, Friaul, Norwegen-Lofoten, Finnland). Hermann Göring soll ein riesiges Alpenpanorama Poschingers mit Burg Hollenburg im Zentrum bestellt und für seinen Landsitz Carinhall angekauft haben. 
Auch nach Kriegsende blieb Poschinger künstlerisch aktiv, trotz eines schweren Motorradunfalls im Jahre 1951. Er verstarb 1965 „nach langem schweren Leiden“ und ist begraben am Parkfriedhof Ferlach-Dollich.

## Werk
Poschinger ist heute vor allem als sensibler Landschaftsmaler geschätzt. Werke befinden sich unter anderem in der Kärntner Landesgalerie und in zahlreichen Privatsammlungen.